# 醋飯

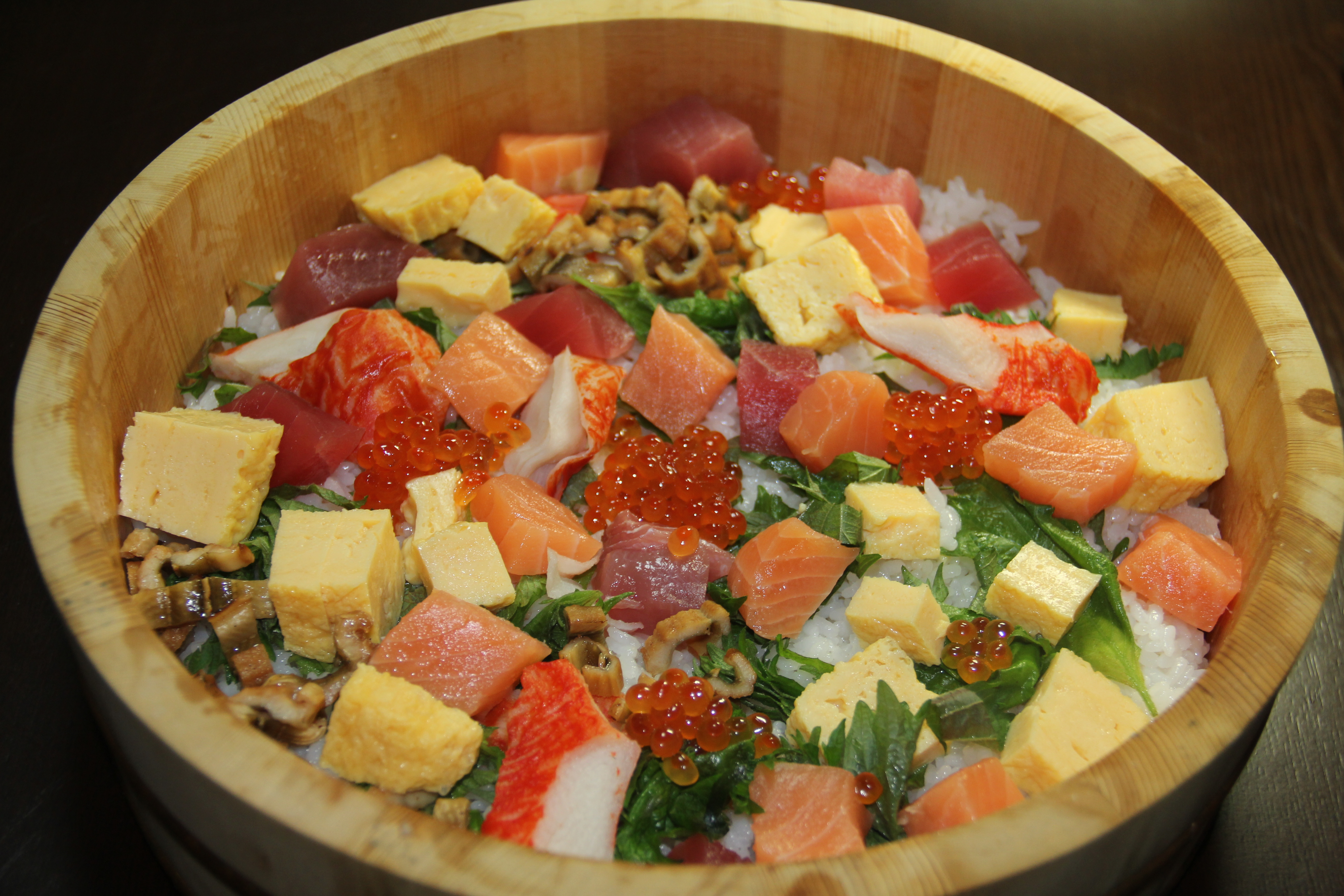
使用醋飯的散壽司

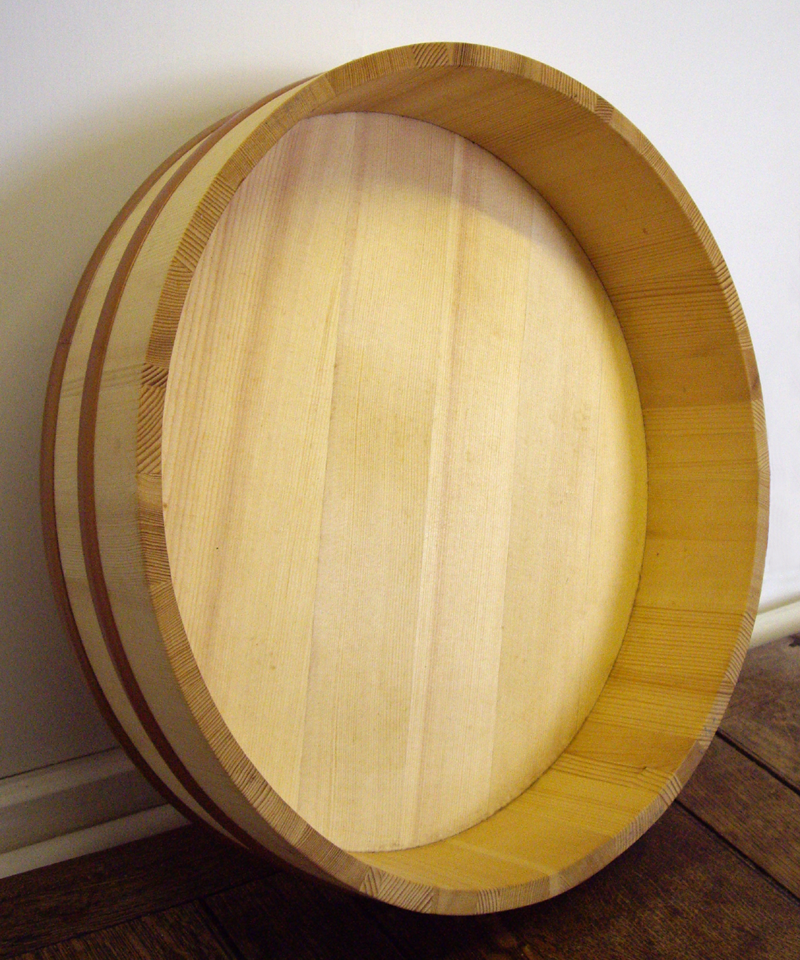
盛裝醋飯的壽司桶

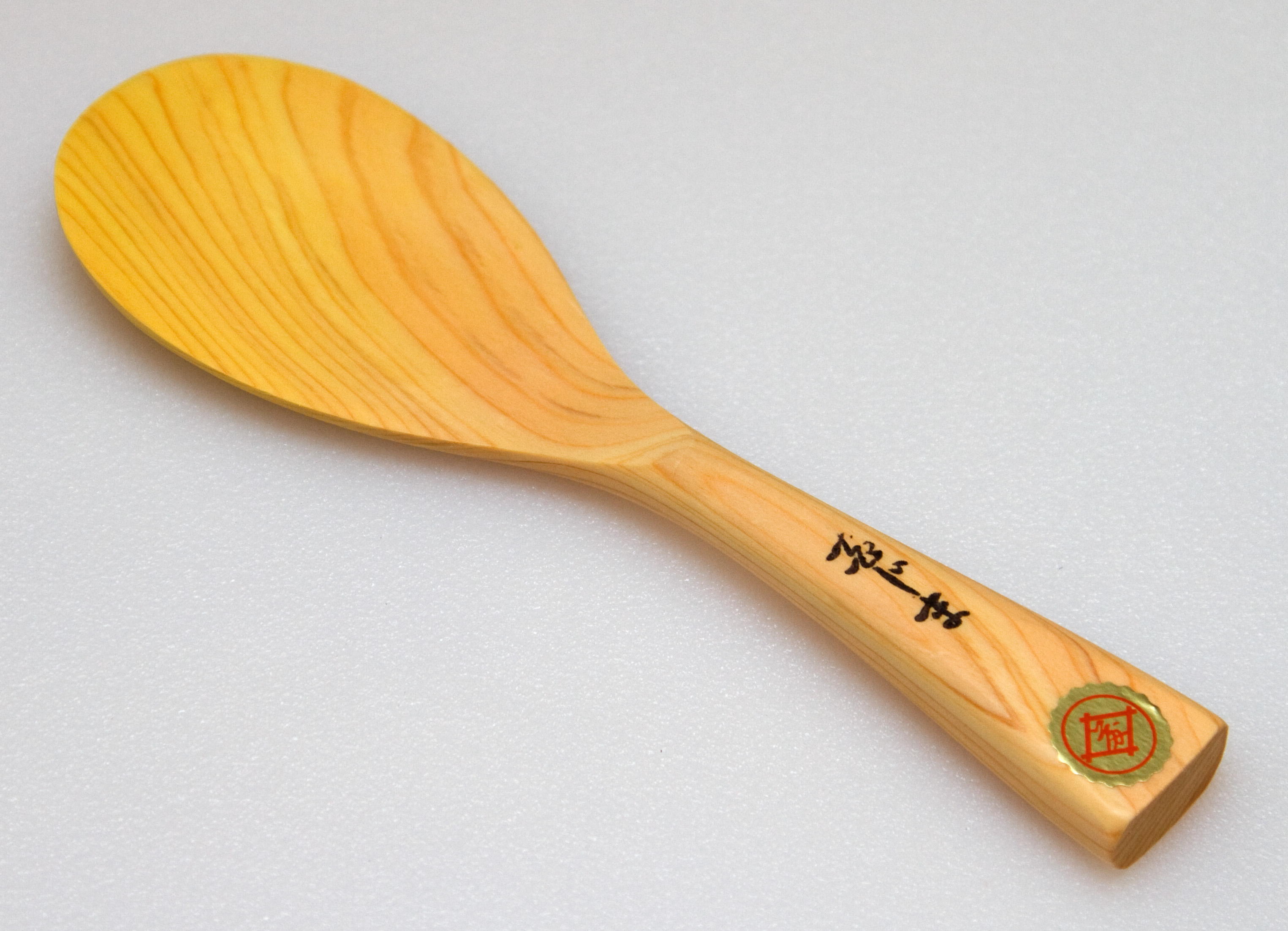
攪拌醋飯用的飯勺

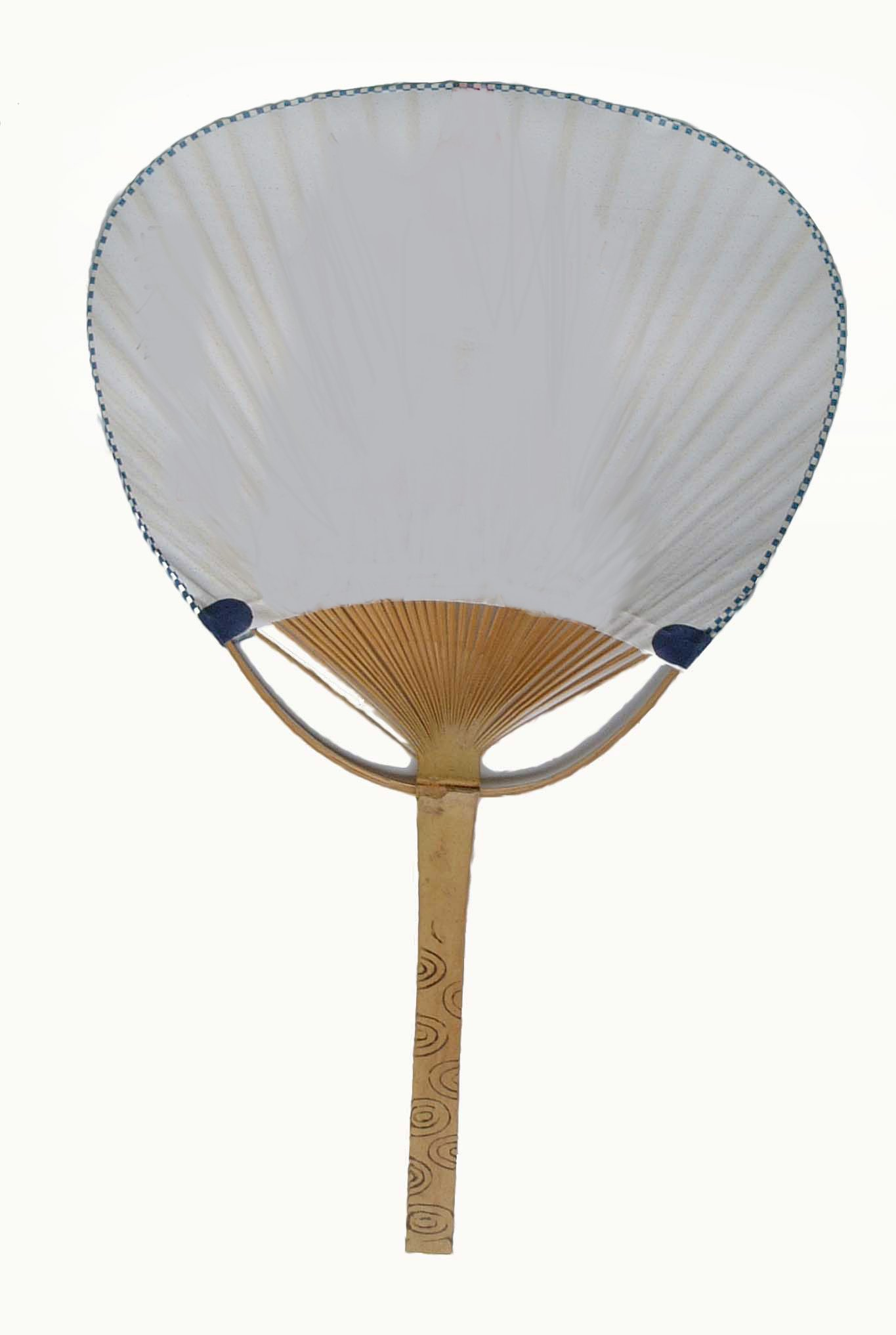
製作醋飯時使用的團扇

醋飯（日语：／ sumeshi），主要是江戶風格的壽司所使用，以醋、鹽、與砂糖等作為調味而成。在古代沒有冷藏設備，加上醋的飯其實是用來醃製魚肉的，不是用來吃的。但那時候有人覺得這些飯扔掉了浪費，於是嘗試將魚和醃製它的飯一起吃，久而久之形成了魚和醋飯這種料理——壽司。

## 做法
煮好的白飯放到木盆中，再將調配好的壽司醋淋在醋飯上，接下來一邊快速的用飯勺斜切白飯讓白飯散開，讓壽司醋可以均勻的被白飯吸收；一邊用團扇朝白飯搧風，讓白飯可以盡速降溫，等到白飯吸收足夠的壽司醋，而盆底沒有多餘的壽司醋，這樣便完成醋飯了。接下來再把醋飯移置到壽司檯上的醋飯桶即可。切記要讓醋飯保持與人體相近的體溫，約攝氏34-36度為最好。

## 使用的道具
- 壽司桶
- 饭勺
- 團扇

## 外部連結
- 食酢業界における砂糖類の利用と動向 （页面存档备份，存于）
- 酢飯の酢の調査
- ミツカン: 寿司飯の地域性、オリジナルを2006年1月17日にアーカイブ

1. ↑  . 2017-08-16  [2023-12-19]. （原始内容存档于2023-12-19）.